# Pendżab (Indie)
Pendżab (hindi पंजाब, trb.: Pańdźab, trl.: Paṁjāb; pendżabski: ਪੰਜਾਬ; ang. Punjab) – stan w Indiach, stanowiący część większej krainy geograficznej – Pendżabu. Sąsiaduje z pakistańską prowincją Pendżab na zachodzie, z Dżammu i Kaszmirem na północy, Himachal Pradesh na północnym wschodzie, z Harianą na południu i południowym wschodzie, z terytorium związkowym Czandigarh na południowym wschodzie i z Radżastanem na południowym zachodzie.

## Klimat
Klimat w Pendżabie jest klimatem zwrotnikowy suchy. Roczna suma opadów: 300 do 600 mm. Średnia temperatura w styczniu +12 °C, w lipcu +31 °C. Region Pendżabu charakteryzuje się zmiennością temperatur nawet od –2 do 40 °C (min./maks.), lecz w lecie chwilowo zanotowano temperatury nawet 47 °C.
Większość obszaru Pendżabu stanowią równiny aluwialne, otoczone górami od północy. Pomimo swojego suchego klimatu, jest to bogaty region rolniczy z uwagi na rozległą siatkę kanałów irygacyjnych.

## Podział administracyjny
Stan Pendżab dzieli się na następujące okręgi:
1. Amritsar
2. Barnala
3. Bhathinda
4. Faridkot
5. Fatehgarh Sahib
6. Firozpur
7. Gurdaspur
8. Hoshiarpur
9. Dżalandhar
10. Kapurthala
11. Ludhijana
12. Mansa
13. Moga
14. Sri Muktsar Sahib
15. Nawan Shehar
16. Patiala
17. Rupnagar
18. Sangrur
19. SAS Nagar
20. Tarn Taran

## Informacje ogólne
- Najdłuższe rzeki: Ghaggar, Bjas, Satledź
- Najwyższe góry: Siwalik
- Porty lotnicze: Czandigarh, Amritsar

## Edukacja
W Pendżabie zlokalizowanych jest 16 głównych placówek edukacyjnych na poziomie uniwersyteckim. Kształcenie odbywa się we wszystkie ważniejszych dyscyplinach: sztuki piękne, dziedziny humanistyczne, inżynieria, prawo, medycyna oraz ekonomia. Pendżabski Uniwersytet Rolniczy (Punjab Agricultural University) jest jedną z ważniejszych uczelni tego rodzaju na świecie.
Pendżabskie uczelnie wyższe:
1. Guru Nanak Dev University, Amritsar.
2. Punjabi University, Patiala.
3. Panjab University, Chandigarh.
4. Punjab Agricultural University, Ludhiana.
5. Punjab Technical University, Jalandhar.
6. Baba Farid University of Health Sciences, Faridkot.
7. Punjab Veterinary Sciences University, Talwandi Sabo.
8. Guru Angad Dev Veterinary and Animal Sciences University.
9. National Institute of Pharmaceutical Education & Research, Mohali.
10. National Institute of Technology, Jalandhar.
11. Thapar University, Patiala.
12. Sant Longowal Institute of Engineering and Technology, Sangrur.
13. Guru Nanak Dev Engineering College, Ludhiana

## Populacja
Ludność w podziale na religie (według spisu z 2001):
| Religia       | Ludność    | % całości |
| ------------- | ---------- | --------- |
| Wszyscy       | 24 358 999 | 100%      |
| Sikhowie      | 18 000 000 | 59%       |
| Hindusi       | 6 000 000  | 39,357%   |
| Chrześcijanie | 292 800    | 1,20%     |
| Muzułmanie    | 10 045     | 0,40%     |
| Buddyści      | 41 487     | 0,17%     |
| Dżinniści     | 39 276     | 0,16%     |
| Inni          | 8594       | 0,035%    |
| Nieokreślone  | 4468       | 0,018%    |

## Historia
W 326 p.n.e. do Pendżabu dotarł władca Macedonii Aleksander Wielki.
Indyjski stan Pendżab został utworzony w 1947, w wyniku podziału wchodzącej w skład Indii Brytyjskich prowincji Pendżab pomiędzy nowo powstałe niepodległe Indie i Pakistan. Zachodnia część tej prowincji, zamieszkana w większości przez muzułmanów, stała się pakistańską prowincją. Na terytorium wschodniej części, której większość mieszkańców stanowili wyznawcy hinduizmu oraz Sikhowie, utworzono indyjski stan Pendżab. Wielu hindusów i Sikhów mieszkających po zachodniej oraz muzułmanów mieszkających po wschodniej stronie granicy padło ofiarą represji ze strony nowych władz i zostało zmuszonych do opuszczenia swoich domów, co doprowadziło do wzrostu napięcia w regionie oraz pogorszenia stosunków pomiędzy Indiami i Pakistanem.
Ponieważ stolica dawnej prowincji Pendżab, Lahaur, znalazła się w Pakistanie, władze indyjskie podjęły decyzję o budowie miasta Czandigarh. 1 listopada 1966 skupiająca w ogromnej większości ludność hinduską południowo-wschodnia część stanu została oddzielona od reszty, a na jej terytorium utworzono stan Hariana. Czandigarh znalazł się na granicy obu stanów i decyzją władz centralnych ogłoszony został Terytorium Związkowym służącym jako ich wspólna stolica. W roku 1986 podjęto decyzję o włączeniu Czandigarh do Pendżabu, jednakże nigdy nie weszła ona w życie.

## Gospodarka
Na podstawie Globalnego indeksu głodu z roku 2008, Pendżab charakteryzuje się jego najniższym poziomem tego wskaźnika ze wszystkich stanów indyjskich. Mniej niż 1/4 dzieci poniżej 5 lat jest niedożywiona.
Pendżab także posiada najlepszą infrastrukturę w Indiach, w wyniku czego staje się atrakcyjny dla zagranicznych przedsiębiorstw poszukujących obszarów przemysłowych do inwestycji. Wszystkie miejscowości Pendżabu zostały zelektryfikowane i podłączone do sieci energetycznej do roku 1974.

### Rolnictwo
Uprawa pszenicy, ryżu, prosa, jęczmienia, trzciny cukrowej, bawełny i kukurydzy, warzywa i owoce. Pendżab nazywany jest „spichlerzem Indii”.

### Przemysł
Lekki (odzieżowy), spożywczy (mleczarski), chemiczny i metalurgiczny.

### Turystyka
- Amritsar (Złota Świątynia Sikhów)
- Czandigarh (miasto zbudowane od podstaw według planu)
- Jezioro Badkal
- Sultanpur
- Anadpur
- Sirhind